# Echinomuricea indomalaccensis
Echinomuricea indomalaccensis is een zachte koraalsoort uit de familie Plexauridae. De koraalsoort komt uit het geslacht Echinomuricea. Echinomuricea indomalaccensis werd in 1884 voor het eerst wetenschappelijk beschreven door Ridley. 